# Anjuli
Anjuli ist ein in Indien gebräuchlicher, hinduistischer weiblicher Vorname.

## Herkunft und Bedeutung
Bei Anjuli handelt es sich um eine indische Variante des Namens Anjali: „Gruß“, „Grußformel“, „Anrede“.

## Verbreitung
In der westlichen Welt wurde der Name durch das Buch und den Film „Palast der Winde“ und den Bollywood Film „Kuch Kuch Hota Hai“ bekannt.
Unter indischen Migranten ist der Name in Europa geläufig, ohne diesen Hintergrund wird er nur selten vergeben.